# Pteridoideae
Pteridoideae es una de las cinco subfamilias de la familia de helechos Pteridaceae.  Contiene 14 géneros y unas 400 especies.
El siguiente diagrama muestra la relación filogenética entre  Pteridoideae y las otras subfamilias de Pteridaceae.
|  | Ceratopteridoideae |
|  |                    |
|  | Pteridoideae       |
|  |                    |

|  | Cheilanthoideae |
|  |                 |
|  | Vittarioideae   |
|  |                 |

|  | Ceratopteridoideae |
|  |                    |
|  | Pteridoideae       |
|  |                    |

|  | Cheilanthoideae |
|  |                 |
|  | Vittarioideae   |
|  |                 |

|  | Ceratopteridoideae |
|  |                    |
|  | Pteridoideae       |
|  |                    |

|  | Cheilanthoideae |
|  |                 |
|  | Vittarioideae   |
|  |                 |

|  | Ceratopteridoideae |
|  |                    |
|  | Pteridoideae       |
|  |                    |

|  | Cheilanthoideae |
|  |                 |
|  | Vittarioideae   |
|  |                 |

## Géneros
- Actiniopteris
- Anogramma
- Aspleniopsis
- Austrogramme
- Cerosora
- Cosentinia
- Jamesonia
- Nephopteris
- Onychium
- Pityrogramma
- Pteris
- Pterozonium
- Syngramma
- Taenitis